# 帕吕埃勒 (滨海塞纳省)
帕吕埃勒（法語：Paluel，法語發音：[palɥɛl]）是法国滨海塞纳省的一个市镇，属于迪耶普区。帕吕埃勒核电站建于此地。

## 地理
帕吕埃勒（49°49'58"N, 0°37'41"E）面积10.87 平方千米，位于法国诺曼底大区滨海塞纳省，该省份为法国北部沿海省份，其西部及北部濒大西洋英吉利海峡，东起顺时针与索姆省、瓦兹省、厄尔省和卡爾瓦多斯省接壤。
与帕吕埃勒接壤的市镇（或旧市镇、城区）包括：卡努维尔、圣西尔万、滨海沃莱特。

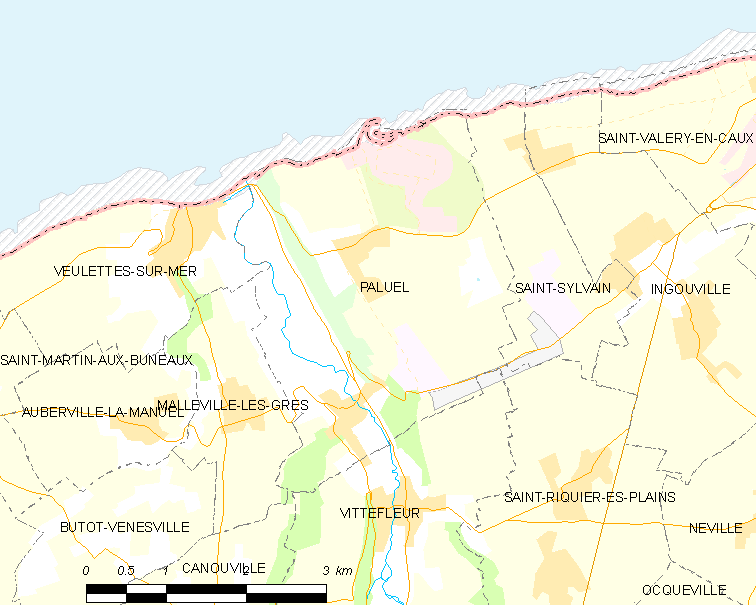
的OSM定位图

帕吕埃勒的时区为UTC+01:00、UTC+02:00（夏令时）。

## 行政
帕吕埃勒的邮政编码为76450，INSEE市镇编码为76493。

## 政治
帕吕埃勒所属的省级选区为科地区圣瓦勒里县。

## 人口

1962-2008年间人口变化图示

帕吕埃勒于2022年1月1日时的人口数量为385人。